# Glenda Adami
Glenda Adami (* 6. Juni 1984 in Gazzaniga) ist eine ehemalige italienische Grasskiläuferin. Sie gewann zwei Medaillen bei Juniorenweltmeisterschaften und erreichte zahlreiche Top-10-Resultate in Weltcuprennen.

## Karriere
Adami gehörte seit 2003 dem italienischen Grasski-Nationalkader an. In diesem Jahr nahm sie zum ersten und einzigen Mal an einer Weltmeisterschaft teil und konnte sich dabei in allen Wettbewerben unter den besten zehn klassieren. Sie erreichte Platz sieben in der Kombination, jeweils Rang acht im Riesenslalom und im Super-G sowie Platz neun im Slalom. Bei Juniorenweltmeisterschaften fuhr sie erstmals 2003 in Goldingen auf das Podest. Hinter ihrer Teamkollegin Manuela Testa und der Deutschen Caroline Hertweck gewann sie die Bronzemedaille im Super-G, zudem wurde sie Fünfte im Riesenslalom. Ein Jahr später gewann sie bei der Juniorenweltmeisterschaft 2004 in Rettenbach die Silbermedaille im Riesenslalom hinter der Deutschen Anna-Lena Büdenbender. Bei den Italienischen Meisterschaften fuhr Adami dreimal in die Medaillenränge: 2003 wurde sie Dritte im Riesenslalom, 2004 Dritte im Super-G und 2006 Zweite im Super-G.
Im Weltcup kam die Italienerin zweimal unter die besten zehn der Gesamtwertung: In der Saison 2004 erreichte sie mit vier Top-10-Resultaten den neunten Gesamtrang und in der Saison 2005 wurde sie wiederum mit vier Top-10-Ergebnissen Zehnte im Gesamtweltcup. In den Jahren 2003 und 2006 belegte sie jeweils den zwölften Gesamtrang. 2007 beendete Adami ihre Karriere.

## Erfolge

### Weltmeisterschaften
- Castione della Presolana 2003: 7. Kombination, 8. Riesenslalom, 8. Super-G, 9. Slalom

### Juniorenweltmeisterschaften
- Nové Město na Moravě 2002: 6. Riesenslalom, 9. Super-G
- Goldingen 2003: 3. Super-G, 5. Riesenslalom
- Rettenbach 2004: 2. Riesenslalom

### Weltcup
- Saison 2004: 9. Gesamtrang
- Saison 2005: 10. Gesamtrang